# Urraca av Kastilien (portugisisk drottning)
Urraca av Kastilien, född 1187, död 3 november 1220 i Coimbra, var en portugisisk drottning, gift 1206 med kung Alfons II av Portugal. Hon var andra dotter till kung Alfons VIII av Kastilien och Eleonora av England. 
Urraca utbildades av en dam som hette Sancha. I syfte att stärka sina relationer med kungariket Kastilien bad kungen av Portugal, Sancho I, den kastilianske kungen om samtycke till att hans dotter Urraca skulle gifta sig med kronprinsen Alfonso. 
I slutet av 1208 eller början av följande år ägde bröllopet rum. Bruden var tjugoett år när ceremonin ägde rum. Ingen biskop motsatte sig förutom den från Porto, som hävdade hinder: Prins Alfonso var kusin till kung Alfonso VIII av Kastilien. När brudparet besökte staden Porto vägrade biskopen att ta emot dem. Konflikterna mellan prinsen och prästerskapet varade fram till mars 1211, året då kung Sancho I dog. Paret blev kung och drottning 1211. Inte mycket är känt om Urraca. 
Urraca ägde fastigheter i Torres Vedras och Óbidos. När hon skrev sitt testamente den 15 juni 1214, eftersom hon var sjuk och fruktade dödens närhet, donerade hon två tredjedelar av den hälften som tillhörde henne, som skulle delas lika mellan hennes barn. Hon avled 1220; monarken dog tre år senare, den 25 mars 1223.